# Массю, Жак
Жак Эмиль Массю (фр. Jacques Émile Massu; 5 мая 1908[…], Шалон-ан-Шампань — 26 октября 2002[…], Конфлан-сюр-Луэн) — французский генерал, участвовавший во Второй мировой войне, Индокитайской войне, Суэцком кризисе и Алжирской войне. Возглавлял французские войска в битве за Алжир, сначала поддерживая, а позже осуждая применение ими пыток.

## Ранняя жизнь
Родился в Шалон-сюр-Марне в семье артиллерийского офицера. Дальний родственник маршала Мишеля Нея. Учился в Сен-Луи-де-Гонзаге в Париже, Коллеже Жиана (1919—1925) и Национальном военном училище (1926—1928). Затем поступил в академию Сен-Сир и окончил её в 1930 году в чине младшего лейтенанта и выбрал колониальные войска для дальнейшего прохождения службы.
С октября 1930 по август 1931 года служил в 16-м Сенегальском полку тиральеров в Каоре. Затем был направлен в Марокко, в составе 5-го Сенегальского полка тиральеров. Там он принял участие в боях за регион Тафилалет. Был произведён в лейтенанты в октябре 1932 года и принял участие в операциях в Высоком Атласе.
В 1934 году он был переведён в 12-й Сенегальский полк тиральеров в Сенте. В Того он служил с января 1935 года по февраль 1937 года. До июня 1938 года он служил в Лотарингии, затем был направлен в Чад, чтобы командовать подразделением в Тибести.

## Вторая мировая война
Вторую мировую встретил в чине капитана. В то время он служил в Африке, где и присоединился к Свободным французским силам. Принял участие в сражении за Феццан совместно с бронетанковыми войсками генерала Леклерка. В 1941 году стал руководить батальоном в Чадском маршевом полку. До конца войны служил подполковником 2-й бронетанковой бригады. Участвовал в освобождении Парижа.

## Индокитай
После окончания Второй мировой войны в сентябре 1945 года, был командирован на высадку в Сайгоне, где принял участие в освобождении города и юга Индокитая.
Массю взял на себя командование механизированными пехотными силами под названием Подразделение Массю. Эти силы высадились в Сайгоне между 10 и 15 октября 1945 года и были развернуты, чтобы отбить Митхо в дельте Меконга у Вьетминя.

## Египет и Алжир
Будучи бригадным генералом в июне 1955 года, Массю командовал парашютно-десантной группой, а с 1956 года — 10-й парашютной дивизией. Во время Суэцкого кризиса Массю с контингентами 10-й парашютной дивизии были доставлены в Порт-Саид на линкоре «Жан Барт». В начале января 1957 г. подразделение Массю (8000 парашютистов) было отправлено в Алжир в ответ на волну вооружённых атак и террористических актов против мирного населения, координируемых алжирским Фронтом национального освобождения (FLN). В конечном итоге Массю выиграл битву за Алжир в том же 1957 году, во время которой французские войска смогли идентифицировать и арестовать руководство FLN в Алжире, благодаря успешному применению принудительных методов допроса и прямых пыток к членам подчинённых ячеек. В июле 1958 года он получил звание генерала дивизии и возглавил армейский корпус Алжира, а также функции префекта алжирского региона.
Имя генерала Массю связано с парашютными войсками вообще. В Алжире их даже называли четвёртым родом войск, хоть формально они таковым и не являются.
 — пишет болгарский историк Христо Милков.
В 1966 году Джилло Понтекорво представил фильм «Битва за Алжир», противоречивое изображение событий в Алжире между 1954 и 1957 годами. Фильм был запрещён к показу во Франции в течение пяти лет. Главный французский персонаж, полковник Матье, представляет собой композицию, основанную на Массю и нескольких его подчинённых, вероятно, включая Роже Тринкье и Марселя Бижара.

## Государственный переворот 1958 года
В 1958 году разразился острый политический кризис, чему причинами были война в Алжире и сложная ситуация в экономике. 13 мая толпа сторонников «французского Алжира» захватили власть в Алжире и призвали к созданию правительства под руководством генерала де Голля. Массю стал председателем Комитета общественной безопасности и одним из лидеров восстания. Путчисты пригрозили атаковать Париж с участием парашютистов и бронетехники, базирующихся в Рамбуйе, если Шарль де Голль не будет поставлен во главе республики. Условием де Голля было — введение новой конституции, создающей мощное президентство, при котором единоличный исполнительный орган, первым из которых должен был быть де Голль, правил в течение семи лет. Эти изменения были внесены и родилась Пятая республика.

14 января 1960 года Массю дал интервью газете Süddeutsche Zeitung, в котором заявил:
У армии есть сила. Пока она не показывала её, потому что не представилась возможность. Но армия использует свою силу в одном конкретном случае (…) она поощряет поселенцев создавать военизированные организации и предоставляет им оружие.

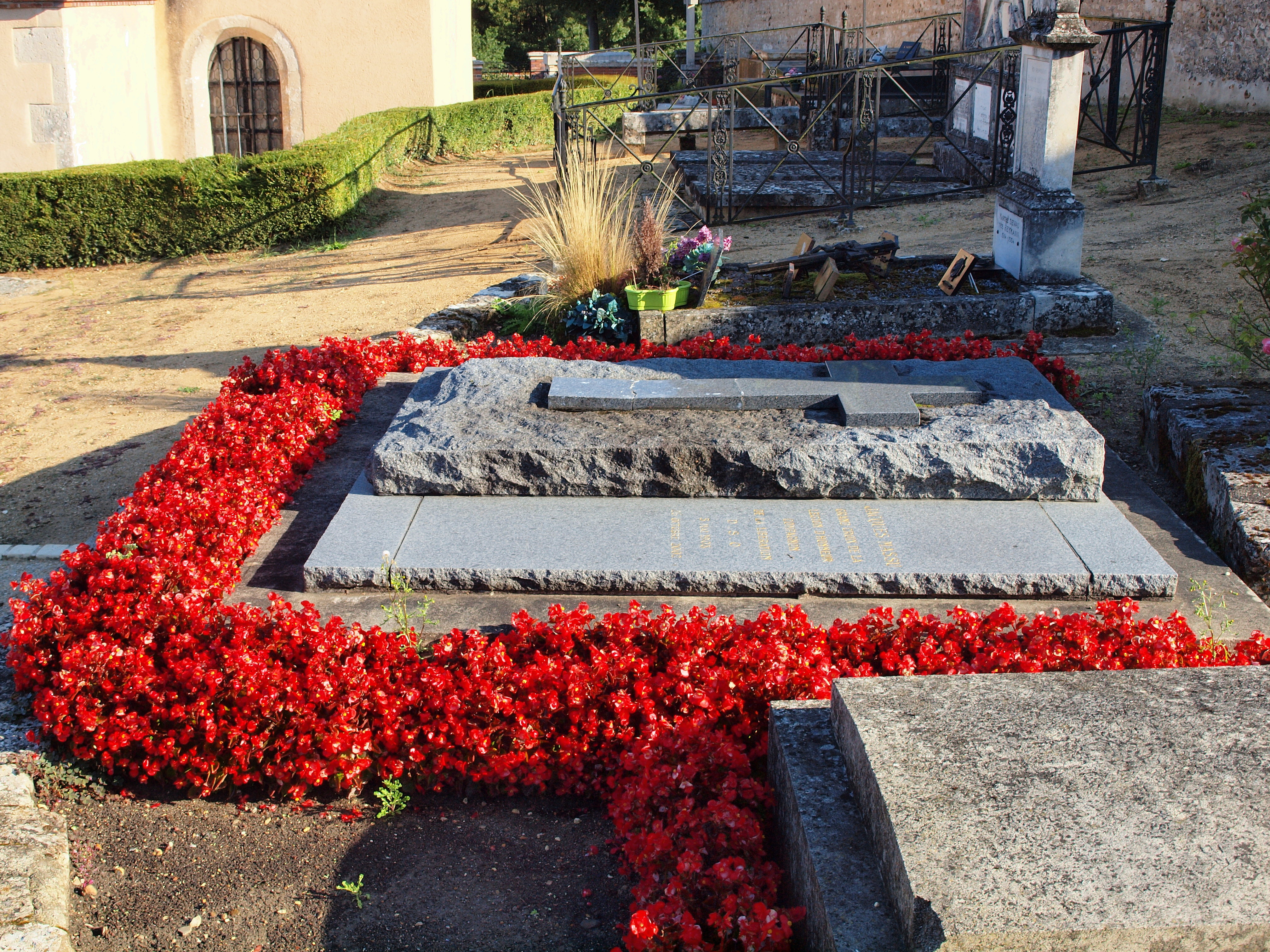
Могила генерала.

Массю немедленно вызвали в Париж и отстранили от командования и отправили в Мец. В Алжире его заменил генерал Жан Крепен.